# OpenMPT
OpenMPT (anciennement ModPlug Tracker) est un tracker (ou soundtracker) pour Windows développé par Olivier Lapicque. Initialement, il était développé comme un plugin (appelé Modplugin*) pour les navigateurs Web afin que les internautes écoutent les modules (MOD, XM, S3M, IT...) présents dans de nombreux sites web. Ensuite, ModPlug Tracker et ModPlug Player (le player) sont nés. ModPlug Tracker est un logiciel libre, distribué sous la licence BSD.

## Historique
En décembre 1999, Olivier Lapicque a envoyé une partie du code source de ModPlug Tracker à Kenton Varda, sous la licence GNU GPL, pour que ce dernier développe un greffon pour le lecteur multimédia XMMS : ModPlug-XMMS.
À cause d’un manque de temps, Olivier Lapicque a arrêté le développement de ModPlug Tracker, et en 2004, il mit l'intégralité des codes sources à disposition, sous une licence open-source.
Désormais, ModPlug Tracker est développé par des programmeurs du monde entier et s'appelle Open ModPlug Tracker soit, OpenMPT. Tout leur travail est accessible sur source.openmpt.org.